# Salto en esquí en los Juegos Olímpicos de Cortina d'Ampezzo 1956
La competición de salto en esquí en los Juegos Olímpicos de Cortina d'Ampezzo 1956 se realizó en el Trampolín Italia de Cortina d'Ampezzo el 5 de febrero de 1956.

## Medallistas
| Evento                                     | Oro                                      | Plata                                     | Bronce                                            |
| ------------------------------------------ | ---------------------------------------- | ----------------------------------------- | ------------------------------------------------- |
| Trampolín grande individual (5 de febrero) | Antti Hyvärinen · Finlandia · 227,0 pts. | Aulis Kallakorpi · Finlandia · 225,0 pts. | Harry Glaß · Equipo Alemán Unificado · 224,5 pts. |

## Medallero
| Núm. | País                    | Oro | Plata | Bronce | Total |
| ---- | ----------------------- | --- | ----- | ------ | ----- |
| 1    | Finlandia               | 1   | 1     | 0      | 2     |
| 2    | Equipo Alemán Unificado | 0   | 0     | 1      | 1     |
|      | TOTAL                   | 1   | 1     | 1      | 3     |